# Bruchidius plagiatus
Bruchidius plagiatus is een keversoort uit de familie bladkevers (Chrysomelidae). De wetenschappelijke naam van de soort werd in 1857 gepubliceerd door Louis Jérôme Reiche & Saulcy.